# Chibed
Chibed (węg. Kibéd) – wieś w Rumunii, w okręgu Marusza, w gminie Chibed. W 2011 roku liczyła 1762 mieszkańców.